# Setlist
 (janvier 2022).
Si vous disposez d'ouvrages ou d'articles de référence ou si vous connaissez des sites web de qualité traitant du thème abordé ici, merci de compléter l'article en donnant les références utiles à sa vérifiabilité et en les liant à la section « Notes et références ».

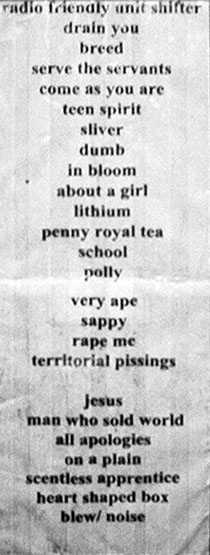
Setlist du groupe Nirvana pour un concert, en 1994.

Une setlist, set list, ou un programme de concert, est un document répertoriant les morceaux joués par un musicien ou un groupe, pendant un concert ou durant un festival. 
Elle peut être manuscrite ou imprimée, sur du papier, du carton ou du stratifié. Sur scène, la plupart de ces listes sont placées de sorte que les musiciens puissent les voir facilement, afin d'éviter les problèmes de coordination pendant le spectacle. Sur une setlist peuvent aussi figurer des informations propre à chaque musicien, par exemple quelle pédale utiliser ou comment accorder la guitare pour une chanson donnée.
Le terme setlist désigne également, de façon non-physique, la liste des chansons jouées. Un artiste peut choisir de garder la même setlist pour toute une tournée, mais il peut également faire le choix de changer la setlist chaque soir afin de varier les chansons jouées et donc varier l'expérience du concert, tant pour lui que pour les fans.
Une setlist papier est un item de collection pour les fans, puisqu'il s'agit d'un item quasi unique au monde.